# Álvaro Alsogaray
Álvaro Carlos Alsogaray (Esperanza, 22 de junio de 1913 - Buenos Aires, 1 de abril de 2005) fue un político, militar y economista argentino. Es reconocido por haber sido ministro de economía en dos ocasiones, ministro de industria, embajador en Estados Unidos, y diputado nacional. Tuvo un rol importante con el bando azul en el enfrentamiento contra los colorados. Impulsó el liberalismo económico en la segunda mitad del siglo XX y fundó el partido político Unión del Centro Democrático (UCeDé).
Su declaración pública, «Hay que pasar el invierno», dicha en 1959 poco antes de un fuerte plan de ajuste, se volvió una de las frases famosas de la historia de la Argentina.

## Biografía

### Primeros años y carrera militar

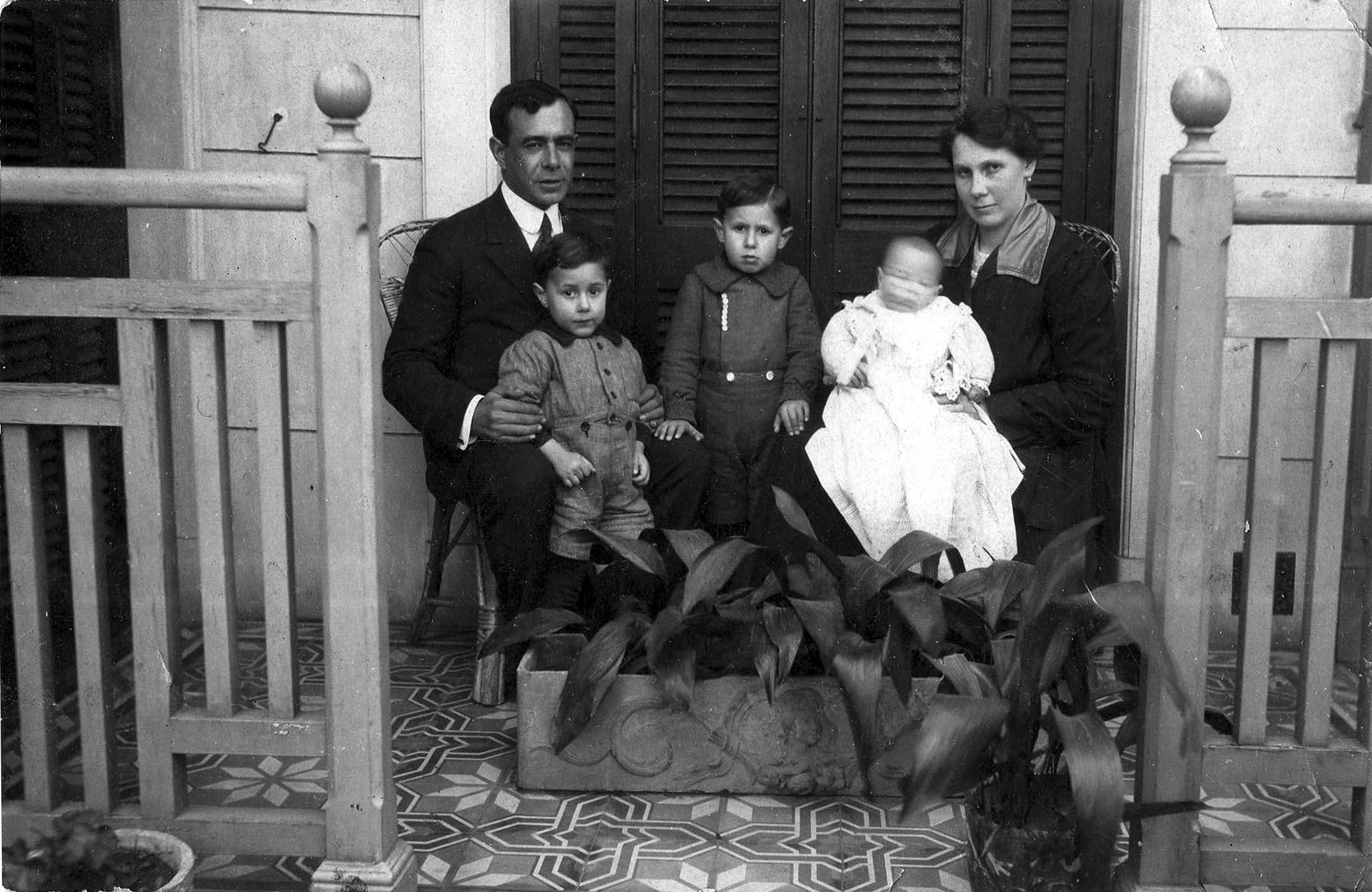
Alsogaray de niño junto a sus padres, y sus hermanos Federico y Julio, en 1918.

Alsogaray nació en Esperanza, provincia de Santa Fe, el 22 de junio de 1913, como hijo del general Álvaro Enrique Alsogaray, quien tuvo una importante participación en el golpe de Estado de 1930, y Julia Bosch, de ascendencia suiza. Su bisabuelo, Álvaro José de Alzogaray tuvo un papel fundamental en la Batalla de la Vuelta de Obligado en 1845, siendo ayudante del Almirante Guillermo Brown, que estableció el control argentino sobre la parte inferior del río Paraná, y su abuelo, Álvaro Antonio Alsogaray, fue teniente coronel del Ejército argentino, y guerrero del Paraguay, presente en los combates de Yatay, Paso de la Patria, Estero Bellaco, Tuyutí, fue condecorado con las medallas otorgadas durante el conflicto bélico. Era hermano del general Julio Rodolfo Alsogaray, comandante en jefe del Ejército Argentino entre 1966 y 1968. 
Se casó con Edith Gay, también descendiente de suizos, en su Esperanza natal, en diciembre de 1940. Con ella tuvo 3 hijos: María Julia (1942-2017), Álvaro Luis (1944), y Eduardo (1946-2019). 
Álvaro Alsogaray ingresó en 1929 al Colegio Militar de la Nación en el arma de infantería, de la que egresó como subteniente, tras ser abanderado durante tres años consecutivos. Durante esta etapa en el colegio militar desfiló junto a los cadetes para festejar el golpe de Estado de 1930. En esa marcha coincidió con Juan Domingo Perón, con quien luego lo separaría una intensa enemistad. Luego de su egreso comenzó sus estudios en la Escuela Superior Técnica del Ejército, a partir del año 1943, matizándolos con estudios civiles, lo que le permitiría lucir en su currículum el título de ingeniero militar junto al de ingeniero mecánico aeronáutico, con el grado de capitán hasta el año 1946, fecha en que se retiró del Ejército.

### Carrera empresaria

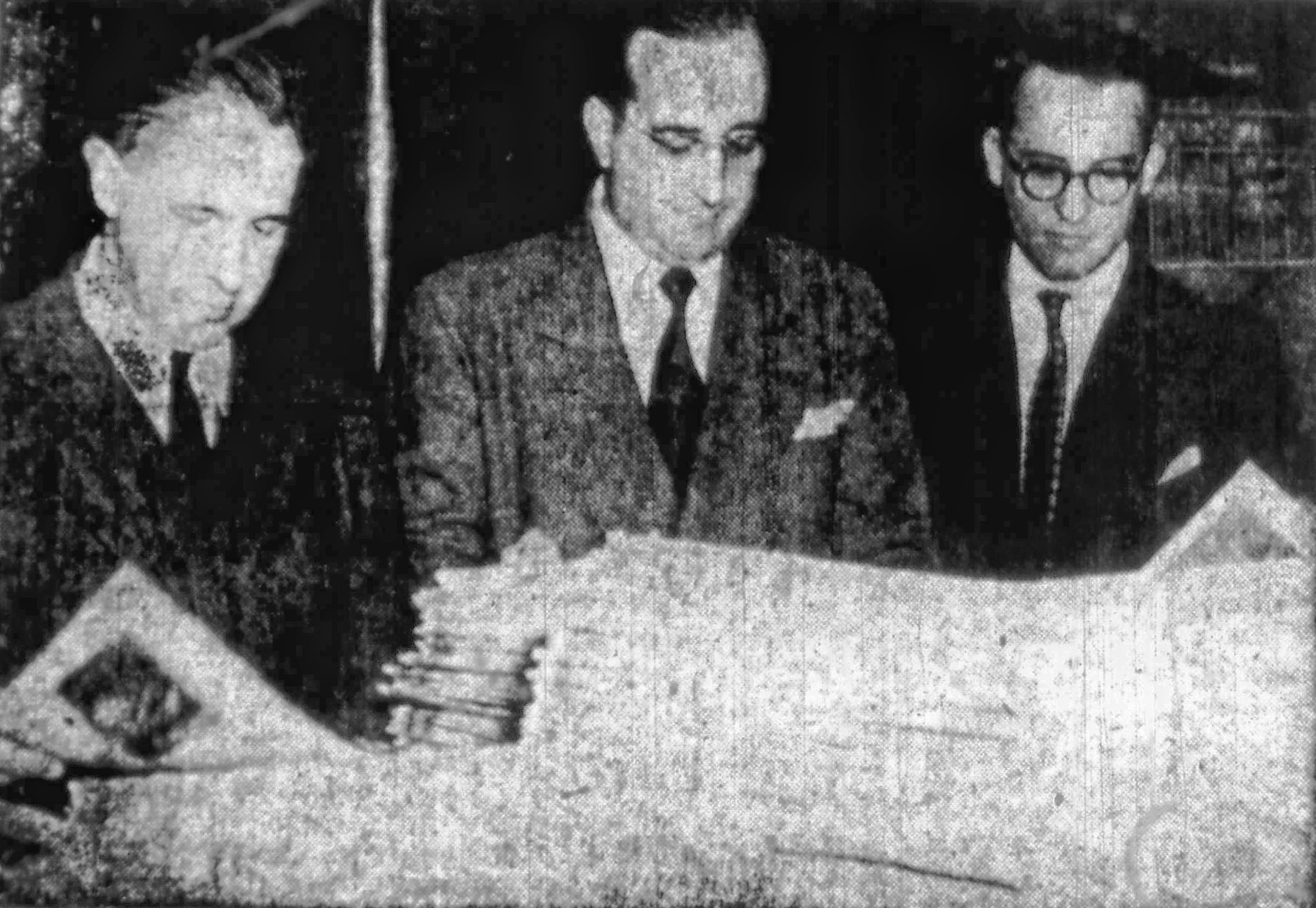
Alsogaray (izquierda), que representa a la corporación estatal Fibrocel SA, revisa la primera producción mundial de papel de periódico de bagazo en Holyoke, Massachusetts, el 26 de enero de 1950, con César Augusto Bunge (derecha)

También se dedicó a la actividad empresaria, donde participó en la creación de empresas como ZONDA (Sociedad Mixta Zonas Oeste y Norte de Aerolíneas Argentinas), empresas mixtas creada por el Estado de las que más tarde surgiría Aerolíneas Argentinas al ser nacionalizadas en 1949, y la consultora económica CADESYM SA.También, y por un breve lapso de tiempo, fue presidente de FAMA (Flota Aérea Mercante Argentina).
Su hermano el general Julio Rodolfo Alsogaray fue comandante en jefe del Ejército, y lideró el golpe de Estado contra Arturo Illia. Dos hijos de Julio Alsogaray integraron como combatientes la agrupación Montoneros. Uno de ellos, Juan Carlos, murió en Tucumán luego de ser capturado por el Ejército tras el combate de Burruyacu, acusado de haber comandado el ataque con bomba a un avión militar Hércules C-130 en el que hubo 6 muertos y 26 heridos, todos gendarmes. 

### Funcionario público
En 1955, Alsogaray fue designado funcionario de la Revolución Libertadora desde septiembre de ese año hasta junio de 1956 fue subsecretario de Comercio y luego ministro de Industria. Más adelante ministro de Hacienda  durante el Gobierno de Arturo Frondizi. En junio de 1958, se creó el nuevo Ministerio de Economía, que integró las secretarías de Agricultura y Ganadería, Hacienda, Finanzas, Comercio, Industria y Minería, y Energía y Combustibles. Alsogaray ocuparía esa cartera a partir de junio de 1959 y hasta abril de 1961, cuando fue reemplazado por Roberto Alemann. 
Volvió a ser ministro de Economía, además de presidente del Consejo Interministerial de Trabajo, Economía y Servicios, durante el Gobierno de José María Guido, ocupando ambos cargos durante poco más de cinco meses (junio a diciembre de 1962). Luego del golpe de Estado de 1966 ―en el que tuvo participación su hermano, el teniente general Julio Rodolfo Alsogaray―, fue designado embajador en Estados Unidos hasta 1968.

#### Ministro de Hacienda de Frondizi (1959-1961)

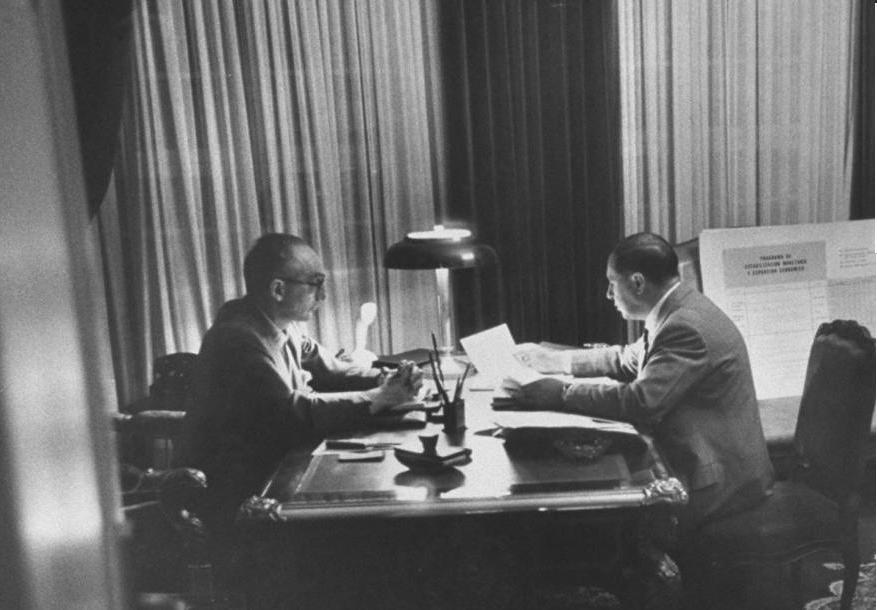
Alsogaray y el presidente Arturo Frondizi (izquierda), quien nombró al empresario conservador bajo presión militar, 1959.

Entre 1959 y 1961 fue ministro de Hacienda de Arturo Frondizi. Alsogaray viajó a los Estados Unidos para acordar la llegada del general del ejército estadounidense Thomas Larkin a la Argentina, Así es que surgió el denominado Plan Larkin, que consistía en abandonar el 32% de las vías férreas existentes, despedir a 70.000 empleados ferroviarios, y reducir a chatarra todas las locomotoras a vapor, al igual que 70.000 vagones y 3000 coches. Así se inicia la masiva eliminación de locomotoras a vapor y una larga serie de cancelaciones y levantamiento de vías.
El plan se suspendió por efecto de una huelga ferroviaria de 42 días en 1961. A consecuencia del Plan Larkin dejaron de correr trenes en la casi totalidad del ex Ferrocarril Provincial de Buenos Aires, los ramales del ex Ferrocarril Patagónico, los del Ferrocarril Central del Chubut, del Ferrocarril Roca y demás líneas. El 30 de octubre unos 200.000 ferroviarios se apegan a la huelga. Se obliga a los trabajadores a presentarse al trabajo o quedar detenidos. El presidente Frondizi recurrió a gendarmería y al ejército, sometiendo a los trabajadores ferroviarios al Código de Justicia Militar, permitiendo que los huelguistas sean trasladados a cuarteles, sometiendo a los trabajadores ferroviarios al Código de Justicia Militar, para ser juzgados por la justicia militar, a través del plan CONINTES (Conmoción Interna del Estado).

#### Ministro de Economía de Guido (1962)
Luego del golpe militar contra Frondizi asumió el gobierno José María Guido (1962-1963), quien lo seguía en la línea de sucesión. Luego de las gestiones de Jorge Wehbe y Federico Pinedo en el Ministerio de Economía, Alsogaray fue llamado para ocupar nuevamente el cargo.
Se suscribió un nuevo acuerdo "stand by" con el Fondo Monetario Internacional (FMI), que impuso la reducción a cero de los derechos de importación, el incremento de los impuestos sobre el consumo y de las tarifas de los servicios públicos. Se redujeron las retenciones a las exportaciones tradicionales, se restringió la oferta monetaria y se redujeron el gasto y la inversión pública. El dólar alcanzó los $ 148 su valor más alto en la historia hasta entonces. La disminución de la actividad económica contrajo la base tributaria, por lo que el déficit estatal no se redujo sino que aumentó. No fue posible pagar las cuentas ni los salarios del sector público, que el ministro de Economía determinó abonar con títulos del "empréstito Patriótico forzoso".

### Carrera política
Fundó el Partido Cívico Independiente (1956), el partido Nueva Fuerza (1972) y la UCeDé (1982). Fue candidato en 1958 y 1965 por el Partido Cívico Independiente y en 1973, por el partido Nueva Fuerza. En las elecciones de 1973 el partido encabezó una gigantesca campaña publicitaria, novedosa para la época pero que no pudo sobrepasar el 2,07 % de los votos.
Al mando de la UCeDé fue candidato a presidente de la Nación en 1983 y 1989. En esta última elección la fórmula que compartió con Alberto Natale (perteneciente al Partido Demócrata Progresista) alcanzó cerca de un millón de votos, quedando en tercer lugar luego de Carlos Menem (Partido Justicialista) y Eduardo Angeloz (Unión Cívica Radical).
Fue diputado nacional por la ciudad de Buenos Aires durante dieciséis años consecutivos, entre 1983 y 1999 (fue elegido en cuatro oportunidades: en 1983, 1987, 1991 y 1995), y luego designado asesor presidencial ad honórem durante el Gobierno de Carlos Menem.
También fundó en 1983 la Confederación Nacional del Centro, que tenía como objeto aglutinar a los partidos de derecha de las distintas provincias, pero solo logró alianzas ocasionales con el Partido Demócrata Progresista (de la provincia de Santa Fe), la Unión Demócrata de Centro (de la provincia de Córdoba) y el Partido Demócrata (de la provincia de Buenos Aires). Su apoyo político en consecuencia se limitó principalmente al electorado de la ciudad de Buenos Aires y suburbios de los sectores medios y altos. A mediados de la década de 1990, el partido había perdido gran parte de su caudal electoral, flaqueado por hechos de corrupción que involucraban varios miembros del partido. Alsogaray anunciaba ya en 1997 que en la UCeDé «hay corrupción, desorden e indisciplina».
En los años 1990 fue designado asesor sobre la deuda externa y se volcó de lleno a un proyecto faraónico y frustrado: la aeroísla. Acusado de trabajar para el grupo neerlandés que quería llevar adelante la obra y peleado con medio gabinete, en 1991 Alsogaray decidió abandonar el gobierno, paralelamente su hija María Julia terminaría siendo procesada por corrupción y encarcelada.

## Estilo

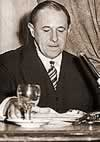
Alsogaray en 1955, como ministro en la Revolución Libertadora.

En sus presentaciones públicas o ante los medios cultivaba un estilo particular, ácido y desapasionado, a menudo tildado de pedante, muy poco común en el ámbito político durante las épocas en que se desempeñó. Durante sus pasos por el Ministerio de Economía acompañaba sus discursos con gráficos que eran exhibidos por televisión.
Desde noviembre de 1968 fue miembro de la Academia Nacional de Ciencias Económicas, donde ocupó el sitial número 20. También integró la Sociedad Mont Pelerin. En 1985 la Universidad Francisco Marroquín (de Guatemala) le otorgó un doctorado honoris causa en Ciencias Políticas.

## Ideas políticas y económicas
Alsogaray era admirador de los grandes teóricos liberales, Ludwig Erhard, Luigi Einaudi, Jacques Rueff, teóricos de la Escuela Austríaca, como  Ludwig von Mises y Friedrich Hayek., y algunos de la Escuela de Chicago como Milton Friedman. Como consecuencia, era marcadamente contrario a toda intervención del Estado en la Economía, razón por la cual en la Argentina era particularmente opositor al peronismo. Sin embargo, no tuvo reparos en apoyar un gobierno peronista (el de Carlos Menem) cuando el partido renunció a su tradición estatista y se acercó a un programa ortodoxo.
En sus escritos políticos hay una clara adhesión a los programas denominados «ortodoxos»: combate contra la inflación, privatización de servicios públicos, reducción de gastos del estado y fomento a la iniciativa privada.

## Críticas más frecuentes y sus respuestas
Se le objetaba a Alsogaray su participación en dictaduras ―como la Revolución «Libertadora» (en 1955) y en la Revolución «Argentina» (en 1966)― a lo que Alsogaray solía contestar que habían participado en esas mismas dictaduras numerosos dirigentes de diferentes partidos ―como Alfredo Palacios (del Partido Socialista) que fue embajador ante Uruguay en 1955; Carlos Alconada Aramburú (de la Unión Cívica Radical), que fue ministro del Interior en 1958; o Arturo Mor Roig (de la Unión Cívica Radical), que fue ministro durante la dictadura del general Alejandro Agustín Lanusse―.
El 21 de marzo de 1976 ―tres días antes del golpe de Estado que instauraría el proceso―, en sus declaraciones publicadas por el diario Clarín (de Buenos Aires), se opuso a la idea de un golpe diciendo:

[...] los propios ministros del Gobierno y los líderes de una caduca e irresponsable oposición hablan ya abiertamente del golpe de Estado. Frívolos intereses mundanos y materiales los alientan [...] ¿Por qué habría un golpe de Estado de liberar a los dirigentes políticos de su culpabilidad? ¿Por qué cargar con el desastre facilitándoles al mismo tiempo que escapen indemnes y gratuitamente de la trampa en que se han metido? ¿Por qué transformarlos en mártires incomprendidos de la democracia, precisamente en el momento en que se verán obligados a proclamar su gran fracaso?
Álvaro Alsogaray.

Desde la instauración del Proceso, Alsogaray fue muy crítico de su política económica. El 22 de agosto de 1976, en una nota publicaba en el diario "La Prensa" señalaba que “a cinco meses de la intervención militar, es ya evidente que el gobierno está siguiendo ‘en la práctica’ aunque tal vez ‘en teoría’ cree que no lo hace” un modelo estatista y dirigista que en su esencia no juzgaba diferente al implementado por el peronismo.  Criticaba, en particular, “la extraordinaria creación de moneda, causa directa y única de la inflación, que puede arrastrarnos de nuevo a una crisis peor que la pasada, y la ‘congelación’ del mercado de trabajo que, aparte de mantener en él una rigidez inaceptable, lleva en sí el germen de una explosión social”, y el proceso inflacionario, del cual decía: 

“No hay en estos momentos aspecto alguno del proceso económico y social que no esté directa o indirectamente relacionado con él (…) “Quienes defendemos el pensamiento liberal y la verdadera economía de mercado como la mejor solución para los problemas del país, nos vemos obligados a señalar desde ya que, si por desgracia llegamos a una nueva ‘impasse’, la culpa no sería de los ‘liberales’ ni de la ‘economía libre’, sino del hecho intergiversable de que ni aquellos habrían actuado ni esta se habría aplicado. Lo destaco porque se intenta convencer a la opinión pública de que es la libertad económica la que está operando, cuando vivimos todavía dentro del más crudo dirigismo”.

Al mes siguiente, en el mismo periódico, Alsogaray criticaba abiertamente al Ministerio de Planeamiento, al que consideraba “instrumento del dirigismo”, y advertía que “los argentinos comenzaremos a recorrer nuevamente el camino hacia el socialismo que creíamos abandonado” (…) “Porque ‘planificación económica’, cualquiera sea el adjetivo con que se califique -democrática, indicativa, parcial, voluntaria, etcétera– significa siempre avanzar hacia el totalitarismo colectivista. Creer lo contrario es lo mismo que pensar en un ‘círculo cuadrado’”.
No obstante estas críticas a la política económica, con posterioridad defendió la actuación de las Fuerzas Armadas en la lucha antisubversiva durante el Proceso de Reorganización Nacional (1976-1983). Una nota periodística lo acusó, sin citar ninguna fuente, de haber presentado en 1991 un proyecto de ley para que se construyera un monumento a Jorge Rafael Videla, y esta versión fue repetida en múltiples ocasiones por otros medios. Sin embargo, el supuesto proyecto no figura en los registros del Congreso Argentino.

## Obras publicadas
Publicó artículos periodísticos en defensa del liberalismo económico y la economía social de mercado, o criticando la situación política del momento. Entre sus libros se encuentran:
- 1968: Bases para la acción política futura.
- 1969: Política y economía en Latinoamérica.
- 1969: Teoría y práctica en la acción económica.
- 1981: Estructura y política industrial argentina.
- 1982: Participación e intervención del Estado en la economía.
- 1989: Bases liberales para un programa de gobierno.
- 1993: Experiencias de 50 años de política y economía argentina.